# Turkmenizzazione

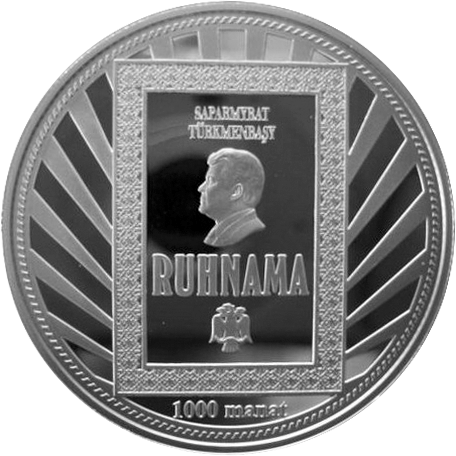
La copertina del Ruhnama, il libro spirituale dei turkmeni, rappresentata su una moneta commemorativa da 1000 manat

La turkmenizzazione (in turkmeno: Türkmenizasiýa o Türkmenleşdirmek) è l'insieme delle politiche interne adottate dall'amministrazione di Saparmyrat Nyýazow, presidente del Turkmenistan, che entrarono in vigore nel 1991 e perdurarono fino alla fine del 2006. L'obiettivo di tali disposizioni governative era quello di conformare le minoranze etniche del paese alla cultura turkmena. Coloro che si opposero alla trasformazione culturale attuata dallo stato vennero, spesse volte, deportati.
Antoine Blua, della Radio Free Europe/Radio Liberty, definì la turkmenizzazione come una "politica del governo turkmeno atta a prendere di mira l'istruzione, l'assunzione ai posti di lavoro e le credenze religiose di tutti i gruppi etnici non turkmeni dell'intero paese".

## Discriminazione etnica
Secondo Şuhrat Babajanov e Hurmat Babadjanov, del servizio uzbeko della Radio Free Europe/Radio Liberty, in Turkmenistan, in seguito all'indipendenza dall'Unione sovietica, vennero licenziati tutti i funzionari e gli impiegati statali che non fossero di etnia turkmena. Per poter essere assunti dalle autorità e lavorare come esponenti governativi, era necessario dimostrare di avere almeno tre generazioni di lignaggio completamente turkmeno.
Venne, inoltre, attuato un severo controllo sociale informale che imponeva l'uso della lingua turkmena e dei costumi tradizionali turkmeni. Capitò diverse volte che, a scuola, i bambini uzbeki venissero obbligati a indossare vestiti tradizionali turkmeni; in caso tale regola non venisse rispettata, si ricorreva sempre alla minaccia dell'espulsione. Le donne uzbeke intenzionate a sposare uomini turkmeni venivano spesso esiliate in Uzbekistan insieme ai propri figli. Questa dura politica di repressione causò un'emigrazione di massa delle minoranze russe, kazake e uzbeke.

## Politica dei matrimoni
Ziyoda Ruzimova, una donna uzbeka residente in Turkmenistan, sposò un uomo turkmeno nel 1994, da cui ebbe quattro figli. Per poter iscrivere i figli a una scuola pubblica in Turkmenistan, era necessario che i genitori registrassero le nascite all'anagrafe. Inizialmente Ruzimova aveva deciso di non registrare né il matrimonio né i quattro figli che aveva avuto da esso, ma nel 2006 si trovò costretta a rivolgersi alle autorità per ottenere un certificato di matrimonio. Questo suo tentativo risultò ben presto nella consegna sua e dei suoi figli alle guardie di confine uzbeke, presso il posto frontaliero di Shovat, da parte del governo stesso del Turkmenistan. Ruzimova non aveva soldi con sé, ma le guardie uzbeke la aiutarono, dandole 1.000 so‘m (ca. 0,53 euro) e ospitandola al posto di frontiera, dando la possibilità a lei e ai suoi figli di dormire su un materasso. Dopodiché chiamarono un taxi per portarla fino all'abitazione di sua nonna, in Uzbekistan.
Mahmud Tangriberganov, capo del consiglio del villaggio uzbeko di Gozovot, si espresse apertamente contro la politica discriminatoria del Turkmenistan, sostenendo che anche gli uzbeki dovessero essere parte integrante della grande famiglia collettiva della nazione e che non avesse senso deportarli dal paese solo perché non etnicamente turkmeni. Dimostrò così di trovarsi in disaccordo con i provvedimenti attuati dalle autorità turkmene nel caso di Ziyoda Ruzimova: secondo lui, il pagamento di una multa sarebbe stato sufficiente per sistemare la situazione, senza ricorrere a misure drastiche come la deportazione.

## Il caso di Daşoguz
La regione attraversata dal confine tra il Turkmenistan e l'Uzbekistan è nota con il nome di Khorezm in Uzbekistan, mentre in Turkmenistan viene chiamato Daşoguz. Durante l'epoca dell'amministrazione Nyýazow, all'entrata di ogni moschea e di ogni luogo di culto della chiesa ortodossa russa si poteva trovare una copia del Ruhnama, il libro spirituale dei turkmeni scritto dallo stesso Saparmyrat Nyýazow. I fedeli, prima di entrare, dovevano toccare il Ruhnama in segno di riverenza. Nel 2006 il governo turkmeno sostituì gli imàm uzbeki della città di Daşoguz con turkmeni etnici, nonostante la popolazione uzbeka rappresentasse più della metà della realtà demografica del centro abitato. Secondo l'attivista per i diritti umani norvegese Igor Rotar, gli imàm della regione, anche durante l'epoca sovietica, erano generalmente di origini uzbeke. La popolazione di Daşoguz, abituata ad essi, non vedeva di buon occhio i nuovi imàm turkmeni i quali, molto spesso, erano meno istruiti in termini di teologia islamica rispetto alle loro controparti uzbeke. A Köneürgenç, uno dei distretti di Daşoguz, agli imàm uzbeki venne proibito di operare in cimiteri e in altri luoghi sacri. Inoltre, tutti i sermoni dovevano iniziare con una formula di lode al presidente Nyýazow.